# Hrabstwo Allegheny

Piramida wieku hrabstwa

Hrabstwo Allegheny (ang. Allegheny County) – hrabstwo w stanie Pensylwania w USA. Zajmuje powierzchnię lądową 1 891 km². Według szacunków US Census Bureau w roku 2006 liczyło 1 223 411 mieszkańców. Siedzibą hrabstwa jest miasto Pittsburgh.